# Mecasoma validicornis
Mecasoma validicornis är en skalbaggsart som först beskrevs av Bates 1885.  Mecasoma validicornis ingår i släktet Mecasoma och familjen långhorningar. Inga underarter finns listade i Catalogue of Life.